# 水口町八坂
水口町八坂（みなくちちょうやさか）は、滋賀県甲賀市の町名。丁番を持たない単独町名である。郵便番号は528-0032（集配局：水口郵便局）。

## 地理
甲賀市水口町の中央に位置し、東は水口町本町、南は水口町八光、西は水口町城東・水口町綾野、北は水口町本綾野・水口町新町に接する。東西に東海道・滋賀県道549号大野名坂線（旧国道1号線）が通じる。

## 歴史
もともと水口石橋（水口町本町）以西の地名は広く「美濃部」で、徳川家康に仕え江戸時代には旗本ともなる美濃部氏の本拠であった。東海道に沿って街村が形成された。現在の地名は当地の八坂神社に由来し、江戸時代には牛頭天王社と呼ばれたことからかつては天王町とよばれ、その西側の河内町も含む。この地域は1638年（寛永15年）に伝馬町に指定され西伝馬となり、二本陣が置かれたが、1687年（貞享4年）に退転した。

## 世帯数と人口
2019年（令和元年）9月30日現在の世帯数と人口は以下の通りである。
| 町丁       | 世帯数  | 人口  |
| ---------- | ------- | ----- |
| 水口町八坂 | 138世帯 | 333人 |

## 学区
市立小・中学校に通う場合、学区は以下の通りとなる。
| 番・番地等 | 小学校             | 中学校             |
| ---------- | ------------------ | ------------------ |
| 一部       | 甲賀市立綾野小学校 | 甲賀市立水口中学校 |
| 一部       | 甲賀市立水口小学校 | 甲賀市立城山中学校 |

## 交通

### 道路
- 東海道
- 滋賀県道549号大野名坂線

## 施設
- 甲賀市水口中部コミュニティセンター
- ひと・まち街道交流館
- 甲賀市立水口西保育園
- 水口子育て支援センター
- 八坂神社
- 真福寺 -浄土宗の仏教寺院。山号は順礼山。